# Primitivo Ayuso Colina
Primitivo Ayuso Colina   (Tortosa, 1849 - 10 d'abril de 1930) fou un metge i polític català, diputat a Corts durant la restauració borbònica.
Fou president de la Cambra Agrària i fou elegit diputat pel Partit Conservador pel districte de Tortosa a les eleccions generals espanyoles de 1903. Va donar suport la dictadura de Primo de Rivera i va esdevenir alcalde de Tortosa d'octubre de 1923 a febrer de 1924.